# Spielleithen
Spielleithen ist eine Ortschaft und eine Katastralgemeinde der Gemeinde Sallingberg im Bezirk Zwettl in Niederösterreich. Die Ortschaft hat 28 Einwohner (Stand: 1. Jänner 2024).

## Geografie
Die Rotte südöstlich von Sallingberg auf einer Anhöhe südlich der Großen Krems besteht weiters aus der Rotte Grafemühle, die an der Großen Krems liegt.

## Geschichte
Sie wird 1361 zum ersten Mal schriftlich als „Spilleyten“ erwähnt. 1950 wird der Ort elektrifiziert, verwaltungstechnisch war er ab 1849 eine Katastralgemeinde der Gemeinde Sallingberg.
Im Jahr 1822 wurde der Ort als Dorf mit zehn Häusern genannt, das nach Sallingberg eingepfarrt war, wohin auch die Kinder eingeschult wurden. Das Herrschaft Ottenschlag besaß die Ortsobrigkeit, die Herrschaft Prandhof übte die Landgerichtsbarkeit aus, die Herrschaft Ottenschlag besorgte die Konskription und hatte zusammen mit der Herrschaft Prandhof die Grundherrschaft inne.
Laut Adressbuch von Österreich waren im Jahr 1938 in Spielleithen ein Gastwirt, zwei Sägewerke und mehrere Landwirte ansässig.

## Siedlungsentwicklung
Zum Jahreswechsel 1979/1980 befanden sich in der Katastralgemeinde Spielleithen insgesamt 16 Bauflächen mit 8.021 m² und 6 Gärten auf 12.511 m² und 1989/1990 gab es 24 Bauflächen. 1999/2000 war die Zahl der Bauflächen auf 40 angewachsen und 2009/2010 gab es 23 Gebäude auf 39 Bauflächen.

## Bodennutzung
Die Katastralgemeinde ist landwirtschaftlich geprägt. 99 Hektar wurden zum Jahreswechsel 1979/1980 landwirtschaftlich genutzt und 47 Hektar waren forstwirtschaftlich geführte Waldflächen. 1999/2000 wurde auf 90 Hektar Landwirtschaft betrieben und 55 Hektar waren als forstwirtschaftlich genutzte Flächen ausgewiesen. Ende 2018 waren 86 Hektar als landwirtschaftliche Flächen genutzt und Forstwirtschaft wurde auf 57 Hektar betrieben. Die durchschnittliche Bodenklimazahl von Spielleithen beträgt 24,8 (Stand 2010).